# The Montecito Picture Company
The Montecito Picture Company est une société de production de cinéma et de télévision américaine créée en 1998 par Ivan Reitman et Tom Pollock. Le siège social est situé à Beverly Hills et les bureaux sont situés dans les Sony Pictures Studios de Culver City en Californie.
Le nom de la société renvoie à la ville de Montecito dans le comté de Santa Barbara en Californie.

## Historique
Avant The Montecito Picture Company, le cinéaste Ivan Reitman avait lancé une autre société de production, Northern Lights Entertainment,.
L'entreprise noue initialement un accord avec le studio PolyGram, mais l'accord est vite annulé. Montecito Picture en conclut alors un avec DreamWorks SKG.

## Filmographie
Sauf indication contraire, les informations mentionnées dans cette section peuvent être confirmées par la base de données cinématographiques IMDb,  présente dans la section « Liens externes ».

### Cinéma
- 2000 : Road Trip de Todd Phillips
- 2001 : Évolution (Evolution) d'Ivan Reitman
- 2002 : Feu de glace (Killing Me Softly) de Chen Kaige
- 2003 : Retour à la fac (Old School) de Todd Phillips
- 2004 : Eurotrip de Jeff Schaffer
- 2006 : Trailer Park Boys: The Movie de Mike Clattenburg
- 2007 : Paranoïak (Disturbia) de D. J. Caruso
- 2009 : Palace pour chiens (Hotel for Dogs) de Thor Freudenthal
- 2009 : Les Intrus (The Uninvited) de Charles et Thomas Guard
- 2009 : I Love You, Man de John Hamburg
- 2009 : Post Grad de Vicky Jenson
- 2009 : In the Air (Up in the Air) de Jason Reitman
- 2009 : Chloé (Chloe) d'Atom Egoyan
- 2011 : Sex Friends (No Strings Attached) d'Ivan Reitman
- 2012 : Hitchcock de Sacha Gervasi
- 2014 : Le Pari (Draft Day) d'Ivan Reitman
- 2016 : SOS Fantômes (Ghostbusters) de Paul Feig
- 2017 : Baywatch : Alerte à Malibu (Baywatch) de Seth Gordon
- 2017 : Father Figures de Lawrence Sher
- 2020 : Petit guide de la chasseuse de monstres (A Babysitter's Guide to Monster Hunting) de Rachel Talalay
- 2020 : Marraine ou presque (Godmothered) de Sharon Maguire
- 2021 : SOS Fantômes : L'Héritage (Ghostbusters: Afterlife) de Jason Reitman
- TBA : Clochette (Untitled TinkerBell animated film) de John Stevenson

### Télévision
- 2001 : Évolution (Alienators: Evolution Continues) (série télévisée d'animation)